# 伊住政和
伊住 政和（いずみ まさかず、1958年〈昭和33年〉6月25日 - 2003年〈平成15年〉2月2日）は、日本の茶人、実業家。斎号は擔泉斎。茶名宗晃。

## 経歴
1958年（昭和33年）6月25日、茶道裏千家家元15代鵬雲斎汎叟宗室の次男として京都府京都市に生まれる。母は登三子。兄は裏千家16代坐忘斎玄黙宗室。生誕時の姓は千で、裏千家の伝統によって伊住家を興した。息子に伊住公一朗、伊住禮次朗。
1981年（昭和56年）、同志社大学文学部を卒業した。
1984年（昭和59年）、 株式会社ミリエームを創設する。1985年（昭和60年） 裏千家の伝統により伊住姓を興す。
1988年（昭和63年）に「クラフトシアター茶美会」を開催し、1992年（平成4年）に茶美会文化研究所を創設した。同年、大徳寺管長福富雪底につき得度し、茶美会文化研究所主宰として「茶美会・然」を開催した。
1998年（平成10年）、NTTの施設「鹿ヶ谷さびえ」のプロデュースならびに設計・施工・監修・運営を担当する。同年と2000年にNHK教育テレビジョンの番組「趣味悠々」に出演した。
2002年（平成14年）、ニューヨークジャパンソサエティ、アジアソサエティ、財団法人国際茶道文化協会主催「The New Way of Tea」展チェアマンとしてプロデュースした。
2003年（平成15年）2月2日、死去。満44歳没。

## 著書
- 『茶の湯の小窓』小池書院、1998年
- 『贅沢な食卓　懐石のこころ・フレンチのエスプリ』淡交社、2000年